# Nobeltje
Nobeltje é um licor originário da Amelândia, parte das Ilhas Frísias neerlandesas.  

## História
Após um inverno extremamente rigoroso, em 1901, uma corrida de trenós puxados a cavalo foi realizada no município de Noardeast-Fryslân, e moradores da ilha da Amelândia participaram. Após comemoração no continente, não sobraram mais bebidas alcoólicas a serem consumidas na viagem de barco de volta à Amelândia. Por conta do frio, uma vez na ilha, a equipe decidiu entrar em um café gerido por Willem Barend para beber mais e se esquentarem. Barend, que não tinha mais bebidas mas não queria fazer desfeita, cozinhou uma mistura de licores e serviu aos clientes. A receita é mantida como segredo pela família até os dias atuais.
O café, situado na vila de Ballum, não possuía uma licença oficial para engarrafar bebidas alcoólicas. A mistura fez sucesso entre os clientes, e passou a ser produzida no local e vendida clandestinamente. O negócio funcionou até que, em 1982, uma estudante da academia de polícia visitou o bar e se embebedou; ela teria ido para a academia ainda embriagada no dia seguinte, e contado sobre o licor para outras pessoas. Na mesma noite, a polícia invadiu o café e confiscou todas as garrafas da bebida. 
Berand foi convocado para ir até a corte de Leeuwarden, onde foi obrigado pelo oficial de justiça responsável pelo caso a legalizar a produção da bebida. Por conta disso, a produção de Nobeltje foi transferida para a cidade de Schiedam, onde permanece até hoje.

## Características e sabor
O Nobeltje é feito à base de rum holandês envelhecido, e possui um tom claro de marrom-dourado. O aroma, bastante intenso, é de especiarias e levemente adocicado. O licor pode ser servido gelado, como aperitivo, ou como digestivo. Ele também é utilizado para se fazer coqueteis.
Nobeltje é utilizado como base para um drinque, que é considerado uma especialidade da ilha, similar ao Irish coffee. Chamado de Ballumer koffie ou Amelander koffie, a bebida consiste em café fresco que é misturado com o licor e servido com creme chantili.